# الدقم
الدقم هي الإستثمار الأكبر لحكومة سلطنة عمان والتي من المؤمل أن تكون مركزاً صناعيًا وتجارياً مميزًا على مستوى منطقة الشرق الأوسط، والدقم (المنطقة الاقتصادية الخاصة بالدقم) هي أكبر منطقة إقتصادية من نوعها في الشرق الأوسط وشمال أفريقيا بمساحة تبلغ 1,745 كيلومتراً وبامتداد 70 كيلومتراً بمحاذاة الشريط الساحلي المطل على بحر العرب.
والدقم هي موقع اقتصادي ضخم يقع على سواحل بحر العرب في جنوب محافطة الوسطى، يشمل على مناطق صناعية ولوجستية وسكنية، مدعومة ببنية تحتية متقدمة ومطار دولي لجذب الاستثمارات الكبيرة، كما أن ميناء الدقم في رهان ومؤهل ليصبح واحداً من أكبر الموانئ في الشرق الأوسط على المدى الطويل، كونه يقع جغرافياً على خطوط الملاحة الدولية، رابطاً بين الشرق والغرب، ومشرفاً على أهم مناطق في آسيا وأفريقيا.

## الموقع الإستراتيجي
الموقع الجغرافي الاستراتيجي للدقم يكسبها أهمية لا تتوفر للمناطق الأخرى، فهي تقع على بحر العرب المفتوح على المحـيط الهـندي وبالقرب من الأسواق الاستهلاكية في آسيا وأفريقيا.

## أهم المشاريع
وتحوي الدقم على مطار الدقم وهو مطار داخلي وفق أحدث المعايير، إلى جانب مناطق سياحية ولوجستية وصناعية، إلى جانب منطقة سكنية بطاقة استيعابية تصل إلى أكثر من 100 ألف شخص، علاوة على ميناء الدقم والذي يحوي على أكبر حوض جاف في المنطقة، إلى جانب مصفاة الدقم ، ولدعم قطاعي الماء والكهرباء في المنطقة فهي تحوي على محطة كهربائية وأخرى لتحلية المياه.  

## إدارة الدقم
تقوم المنطقة الاقتصادية الخاصة بالدقم وهي جهة حكومية بإدارة المنطقة الإقتصادية، وتعد المنطقة الاقتصادية الخاصة بالدقم إحدى المناطق الخاضعة لإشراف الهيئة العامة للمناطق الاقتصادية الخاصة والمناطق الحرة التي تأسست في شهر أغسطس من عام 2020 وفقًا للمرسوم السلطاني رقم (105/ 2020).

## المناخ
يظهر الجدول التالي التغييرات المناخية على مدار السنة لالدقم:
| البيانات المناخية لـالدقم         | البيانات المناخية لـالدقم | البيانات المناخية لـالدقم | البيانات المناخية لـالدقم | البيانات المناخية لـالدقم | البيانات المناخية لـالدقم | البيانات المناخية لـالدقم | البيانات المناخية لـالدقم | البيانات المناخية لـالدقم | البيانات المناخية لـالدقم | البيانات المناخية لـالدقم | البيانات المناخية لـالدقم | البيانات المناخية لـالدقم | البيانات المناخية لـالدقم |
| الشهر                             | يناير                     | فبراير                    | مارس                      | أبريل                     | مايو                      | يونيو                     | يوليو                     | أغسطس                     | سبتمبر                    | أكتوبر                    | نوفمبر                    | ديسمبر                    | المعدل السنوي             |
| --------------------------------- | ------------------------- | ------------------------- | ------------------------- | ------------------------- | ------------------------- | ------------------------- | ------------------------- | ------------------------- | ------------------------- | ------------------------- | ------------------------- | ------------------------- | ------------------------- |
| متوسط درجة الحرارة الكبرى °م (°ف) | 26.8 (80.2)               | 27.5 (81.5)               | 30.4 (86.7)               | 34.3 (93.7)               | 36.2 (97.2)               | 36.3 (97.3)               | 33.0 (91.4)               | 32.4 (90.3)               | 32.5 (90.5)               | 32.7 (90.9)               | 30.5 (86.9)               | 27.6 (81.7)               | 31.7 (89.0)               |
| متوسط درجة الحرارة الصغرى °م (°ف) | 17.6 (63.7)               | 18.4 (65.1)               | 20.8 (69.4)               | 23.8 (74.8)               | 26.2 (79.2)               | 26.5 (79.7)               | 24.5 (76.1)               | 23.6 (74.5)               | 23.7 (74.7)               | 22.5 (72.5)               | 20.6 (69.1)               | 18.8 (65.8)               | 22.3 (72.1)               |
| الهطول مم (إنش)                   | 2 (0.1)                   | 5 (0.2)                   | 7 (0.3)                   | 10 (0.4)                  | 0 (0)                     | 3 (0.1)                   | 1 (0.0)                   | 4 (0.2)                   | 0 (0)                     | 1 (0.0)                   | 1 (0.0)                   | 2 (0.1)                   | 36 (1.4)                  |
| المصدر: Climate-data.org          |                           |                           |                           |                           |                           |                           |                           |                           |                           |                           |                           |                           |                           |

## أبرز المشاريع في الدقم
- ميناء الدقم
- الحوض الجاف بالدقم لإصلاح السفن
- ميناء الصيد البحري بالدقم (متعدد الأغراض)
- مجمع الصناعات السمكية والغذائية
- مطار الدقم
- مصفاة الدقم
- محطة تخزين النفط برأس مركز
- المحطة المتكاملة للكهرباء والمياه
- مصفاة إنتاج حامض السيباسك
- مصنع كروة للسيارات المتخصص في إنتاح وتجميع الحافلات
- مصنع الدقم هونج تونج للأنابيب المتخصص في إنتاج الأنابيب غير المعدنية المصنوعة من مادة لدائن البولي إيثلين المقوى التي تستخدم بشكل رئيسي في قطاع النفط والغاز، وهو أول مصنع في المدينة الصناعية الصينية العمانية بالدقم

## اقرأ المزيد
- المنطقة الاقتصادية الخاصة بالدقم
- الهيئة العامة للمناطق الاقتصادية الخاصة والمناطق الحرة
- سلطنة عمان
- محافظة الوسطى